# Brandkampfstoff

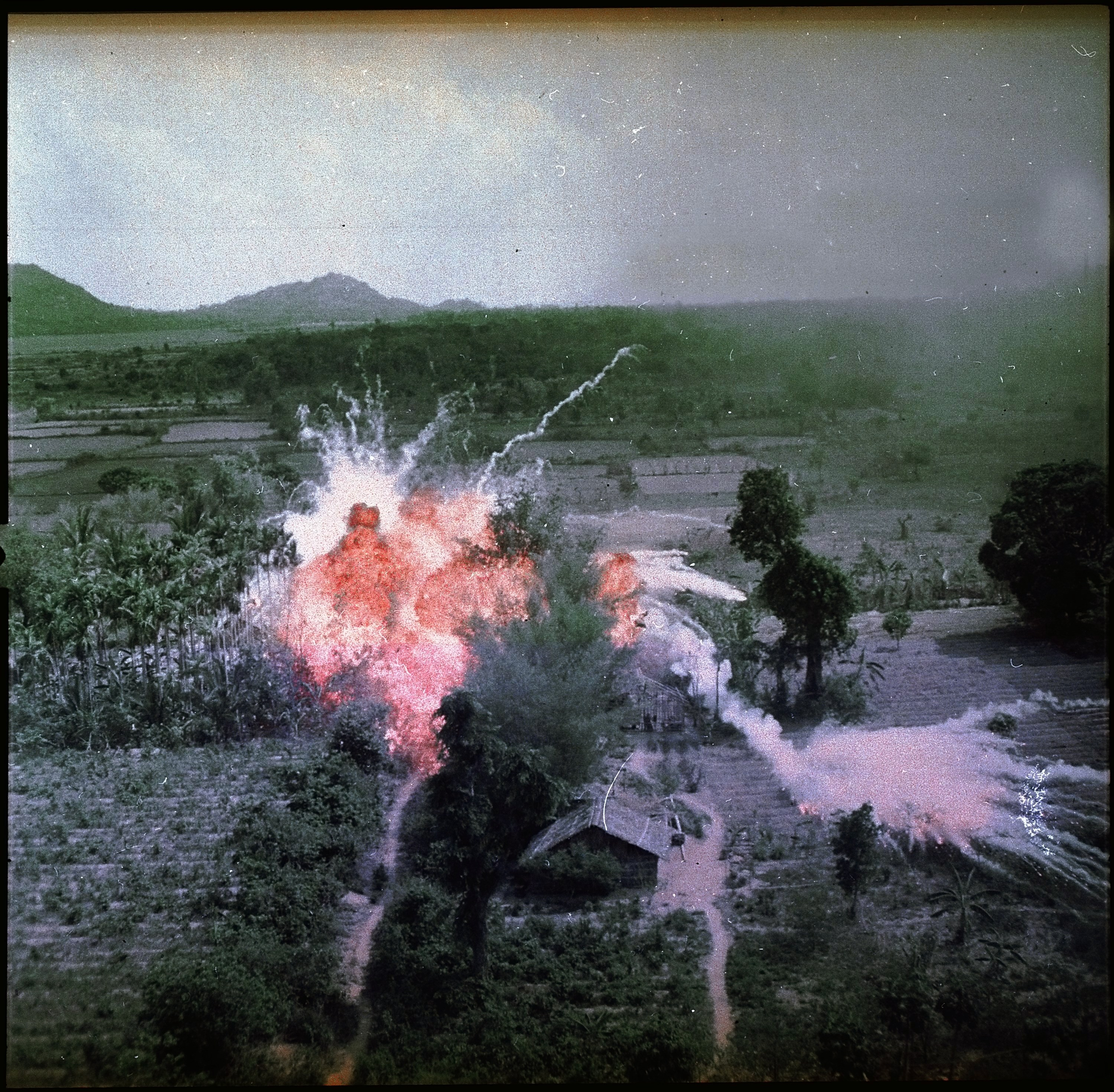
Napalm-Angriff im Vietnamkrieg

Bei Brandkampfstoffen handelt es sich um chemische Verbindungen, die militärisch eingesetzt werden und schwer zu löschende Brände auslösen. Die bekanntesten Brandkampfstoffe sind Phosphor und Napalm. In den meisten Fällen werden Brandkampfstoffe durch Brandwaffen in das Zielgebiet gebracht.

## Geschichte
Das Prinzip eines Brandkampfstoffes wurde erstmals im frühen Mittelalter durch das sogenannte Griechische Feuer angewendet. Im Zweiten Weltkrieg gelangten Phosphorbomben zu trauriger Berühmtheit. Auch während des Zweiten Weltkrieges – im Jahr 1942 – wurde von amerikanischen Wissenschaftern Napalm als Waffe gegen Panzer entwickelt. Zum Einsatz kam es jedoch primär gegen deutsche und japanische Städte. Seine heutige Bekanntheit verdankt Napalm aber vor allem seiner Verwendung im Korea- und Vietnamkrieg. Es wurde aber auch von der sowjetischen Armee gegen afghanische Widerstandskämpfer eingesetzt.
Eine UN-Konvention aus dem Jahre 1980 untersagte den Einsatz von Brandkampfstoffen gegen die Zivilbevölkerung. Die USA traten diesem Vertrag aber niemals bei.

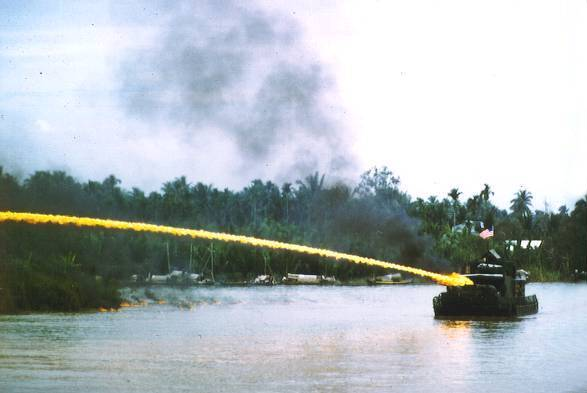
Feuerwerfer auf einem US-Kampfboot (Zippo Monitor)

## Schutzmaßnahmen
Die Hauptgefahr beim Einsatz von Brandkampfstoffen stellen neben schweren Verbrennungen vor allem der Entzug von Sauerstoff und die Entstehung giftiger und/oder erstickender Gase wie z. B.: Kohlenmonoxid, Kohlendioxid, Stickoxide oder gar Cyanide dar. Es gelten die üblichen Feuerschutzmaßnahmen, d. h. sofortiges Entfernen von brennender Kleidung und Material. Löschen ist sehr schwierig, da sich Napalm sehr schnell verteilt. Es ist sogar ein Hochkriechen an Wänden möglich. Abflussrinnen und Erdaufschüttungen können eine Verbreitung des Flammenteppichs verhindern. Brennende Räume sind sofort zu verlassen. Die Löscharbeiten werden häufig von dichtem, beißendem Rauch behindert. Brandwunden sind so schnell wie möglich zu versorgen.